# Almásegres
Almásegres (1899-ig Ágris, románul Agrișu Mare) falu Romániában Arad megyében. Közigazgatásilag Tornovához tartozik.

## Fekvése
Borosjenőtől 18 km-re délkeletre a Zarándi-hegység északi lábánál fekszik.

## Története
1214-ben Egreg néven említik először. Területén állnak Egregy várának romjai. A várat valószínűleg Kölcsei András békési és zarándi ispán építtette a 14. század közepén, aki 1356-ban kapta adományul Felegregy birtokát. A birtok 1406-ban a királyra szállt, aki Tétényi Andrásnak adta, de 1409-ben visszacserélte. Ekkor említik utoljára, sorsa ismeretlen. A falunak 1910-ben 3038 lakosa volt, ebből 2927 román. A trianoni békeszerződésig Arad vármegye Tornovai járásához tartozott.